# Liu Chuang
Liu Chuang –en xinès, 劉闖– (27 de desembre de 1974) és una esportista xinesa que va competir en judo, guanyadora d'una medalla de bronze als Jocs Asiàtics de 1994, i una medalla de bronze al Campionat Asiàtic de Judo de 1995.

## Palmarès internacional
| Jocs Asiàtics     | Jocs Asiàtics       | Jocs Asiàtics | Jocs Asiàtics |
| Any               | Lloc                | Medalla       | Categoria     |
| ----------------- | ------------------- | ------------- | ------------- |
| 1994              | Hiroshima ( Japó)   | 3             | –56 kg        |
| Campionat Asiàtic |                     |               |               |
| Any               | Lloc                | Medalla       | Categoria     |
| 1995              | Nova Delhi ( Índia) | 3             | –56 kg        |